# Amastigia pateriformis
Amastigia pateriformis is een mosdiertjessoort uit de familie van de Candidae. De wetenschappelijke naam van de soort is, als Menipea pateriformis, voor het eerst geldig gepubliceerd in 1884 door Busk.